# Phiale quadrimaculata
Phiale quadrimaculata là một loài nhện trong họ Salticidae.
Loài này thuộc chi Phiale. Phiale quadrimaculata được Charles Athanase Walckenaer miêu tả năm 1837.